# Дейві Мур
Девід Шульц «Дейві» Мур (англ. David Schultz "Davey" Moore; 1 листопада 1933 — 25 березня 1963) — американський професійний боксер, чемпіон світу за версією NBA (1959—1963) в напівлегкій вазі.

## Аматорська кар'єра
На літніх Олімпійських іграх 1952 року в категорії до 54 кг переміг двох суперників, а у чвертьфіналі програв Кан Юн Хо (Південна Корея).

## Професіональна кар'єра
На професійному рингу дебютував 11 травня 1953 року.
18 березня 1959 року в бою проти нігерійця Хогана Бессі завоював титул чемпіона світу за версією NBA в напівлегкій вазі. 19 серпня 1959 року в реванші переміг його вдруге.
Впродовж 1959—1963 років провів 23 боя, в яких здобув 22 перемоги, зокрема в чотирьох захистах, і зазнав поразки технічним рішенням в нетитульному бою від венесуельця  Карлоса Ернандеса.
21 березня 1963 року відбувся бій між Муром та кубино-мексиканцем Шугаром Рамосом. Поєдинок тривав 10 раундів з 15. Рамос переміг технічним рішенням. У десятому раунді Рамос похитнув Мура ударом лівою, а потім продовжував завдавати ударів, поки той не впав, вдарившись основою шиї об нижній канат рингу та пошкодивши стовбур мозку, що лишилося відразу непоміченим рефері та тренерами. Мур піднявся на ноги на рахунок вісім і, незважаючи на триваючу атаку Рамоса, зумів завершити раунд на ногах, але рефері зупинив бій до початку одинадцятого раунда, і Рамоса було оголошено новим чемпіоном світу в напівлегкій вазі. Мур зміг дати чітке інтерв'ю перед тим, як покинути ринг, але в роздягальні впав у кому, з якої так і не вийшов.

## Смерть
Смерть Мура настала через 4 дні після травм, отриманих 21 березня 1963 року під час захисту титулу проти Шугара Рамоса. Вражений цією смертю, Боб Ділан того літа записав пісню «Who Killed Davey Moore?» (з англ. Хто вбив Дейві Мура?)